# Nelson Simões Costa
Nelson Simões Costa (Piaçabuçu, 4 de maio de 1923 – São Paulo, 22 de maio de 2012), foi um engenheiro químico, empresário e político brasileiro que representou Alagoas como deputado federal.

## Biografia
Filho de José Venceslau da Costa e Alcina Lessa Simões Costa. Formou-se em Engenharia Química em 1948 e trabalhou junto a diferentes usinas de açúcar até ele próprio ingressar no ramo sucroalcooleiro onde chegou a ser apontado na década de 1990 como o maior fornecedor individual de cana-de-açúcar em todo o mundo.
Membro da UDN, elegeu-se deputado estadual por Alagoas em 1962 e ingressou na ARENA quando o Regime Militar de 1964 impôs o bipartidarismo graças ao Ato Institucional Número Dois em 1965. Reeleito em 1966, 1970, 1974 e 1978, licenciou-se do mandato parlamentar e exerceu o cargo de secretário de Agricultura no governo Guilherme Palmeira. Eleito deputado federal via PDS em 1982, ausentou-se da votação da emenda Dante de Oliveira e votou em Paulo Maluf no Colégio Eleitoral. Candidato a vice-governador pelo PDS na chapa de Guilherme Palmeira em 1986, foi derrotado e deixou a política ao fim do mandato retomando a sua condição de usineiro e pecuarista.